# 堀内多雄
堀内 多雄（ほりうち かずお、1893年〈明治26年〉7月16日 - 1982年〈昭和57年〉10月11日）は、日本の海軍軍人、軍需官僚。海兵43期次席。軍需省東海北陸軍需監督部富山支部長。最終階級は海軍少将。

## 経歴
香川県出身。海軍兵学校43期次席卒業。海軍砲術学校普通科学生、海軍水雷学校普通科学生、同高等科学生、海軍大学校選科学生修了。
1945年、軍需省東海北陸軍需監督部富山支部長。同年、予備役編入。
1947年（昭和22年）11月28日、公職追放仮指定を受けた。